# 群馬県立玉村高等学校
群馬県立玉村高等学校（ぐんまけんりつ たまむらこうとうがっこう）は、群馬県佐波郡玉村町にある県立高等学校。男女共学。

## 概要
- カヌー部は群馬県屈指の強豪であった。（現在は廃部）

## 沿革
- 1922年 - 玉村実業補習学校女子部通年科として創立
- 1924年 - 玉村実践女学校と改称
- 1940年 - 群馬県立玉村高等実科女学校と改称
- 1948年 - 群馬県立佐波農業高等学校（現在の群馬県立伊勢崎興陽高等学校）玉村分校として開校
- 1959年 - 群馬県立玉村高等学校として独立

## 学科
- 全日制課程
  - 普通科